# 1962 год в науке
В 1962 году были различные научные и технологические события, некоторые из которых представлены ниже.

## События
- Учреждён научный журнал Applied Physics Letters.
- 2 февраля — парад планет, в котором участвовали семь из восьми планет солнечной системы (Меркурий, Венера, Земля, Марс, Юпитер, Сатурн, Уран, а также Плутон).
- 20 февраля — орбитальный полёт Джона Гленна (США) — программа «Меркурий».
- 16 марта — запущен военный спутник Космос-1.
  - 25 мая — прекратил существование, сгорев в плотных слоях атмосферы.
- 10 июля — выведенный на орбиту американский искусственный спутник Земли Телстар.
- 17 июля — американский самолёт X-15, пилотируемый Робертом Уайтом, впервые пересёк границу космоса (50 миль согласно классификации Военно-воздушных сил США).
- 10 августа — начал работать Вильнюсский планетарий.
- 11 августа — в 11 часов 30 минут по московскому времени в Советском Союзе на орбиту спутника Земли выведен космический корабль «Восток-3», пилотируемый лётчиком-космонавтом майором Андрияном Николаевым.
- 12 августа — космический корабль «Восток-4» с Павлом Поповичем Совершён первый в мире групповой полёт двух кораблей.
- 27 августа — запущена американская автоматическая межпланетная станция Маринер-2.

## Достижения человечества

### Открытия
- Английский физик Брайан Джозефсон открыл эффект, получивший его имя.
- Впервые описан минерал заварицкит.

### Новые виды животных
- Животные, описанные в 1962 году

## Награды
- Нобелевская премия
  - Физика — Лев Давидович Ландау — «За пионерские работы в области теории конденсированных сред, в особенности жидкого гелия».
  - Химия — Джон Коудери Кендрю и Макс Фердинанд Перуц — «За исследования структуры глобулярных белков. Они обнаружили нечто, чего никто ранее не видел, — это была трёхмерная структура молекулы белка во всей её сложности».
  - Медицина и физиология — Фрэнсис Крик, Джеймс Дьюи Уотсон, Морис Хьюг Фредерик Уилкинс

- Премия Бальцана
  - Математика: Андрей Колмогоров (СССР)
  - Биология: Карл фон Фриш (Австрия)
  - История: Сэмюэл Элиот Морисон (США)
  - Музыка: Пауль Хиндемит (Германия)
  - Человечество, мир и братство между народами: Папа Иоанн XXIII (Италия)

- Медаль Дарвина:
  - Джордж Гейлорд Симпсон

- Большая золотая медаль имени М. В. Ломоносова
  - Александр Николаевич Несмеянов — за совокупность работ в области химии.

- Филдсовская премия
  - Ларс Хёрмандер (Швеция).
  - Джон Милнор (США).

## Родились
- 27 декабря — Йорг Рюпке[нем.], немецкий религиевед и классический филолог (антиковед), академик.

## Скончались
- 24 марта — Огюст Пикар швейцарский исследователь, физик, изобретатель стратостата и батискафа, конструктор батискафа Триест.
- 9 августа — Герман Гессе, немецкий писатель, лауреат Нобелевской премии по литературе 1946 года.
- 18 ноября — Нильс Хе́нрик Дави́д Бор датский физик-теоретик и общественный деятель, один из создателей современной физики.
- 20 декабря — Эмиль Артин немецкий и американский математик армянского происхождения.